# ベビーベッド
ベビーベッド（和製英語）（英: infant bed, cot、アメリカ英語: crib）は、乳児のためのベッドのことである。アメリカ英語: cribといった場合は、家畜に飼料をやるための「かいば桶、まぐさ桶」といった意味や「家畜小屋」の意味も持つので注意。語源的には、cottageと関連したものである。
ベビーベッドは、新生児が少し動くようになって、もはや揺り籠、新生児用かご型ベッド（bassinette）の中に置くのは安全ではないと思われるようになった段階から使われる。西洋では、日本のように乳児と添い寝する習慣が一般的でないため、乳児を寝かせるためのベビーベッドを使用する家庭が多い。

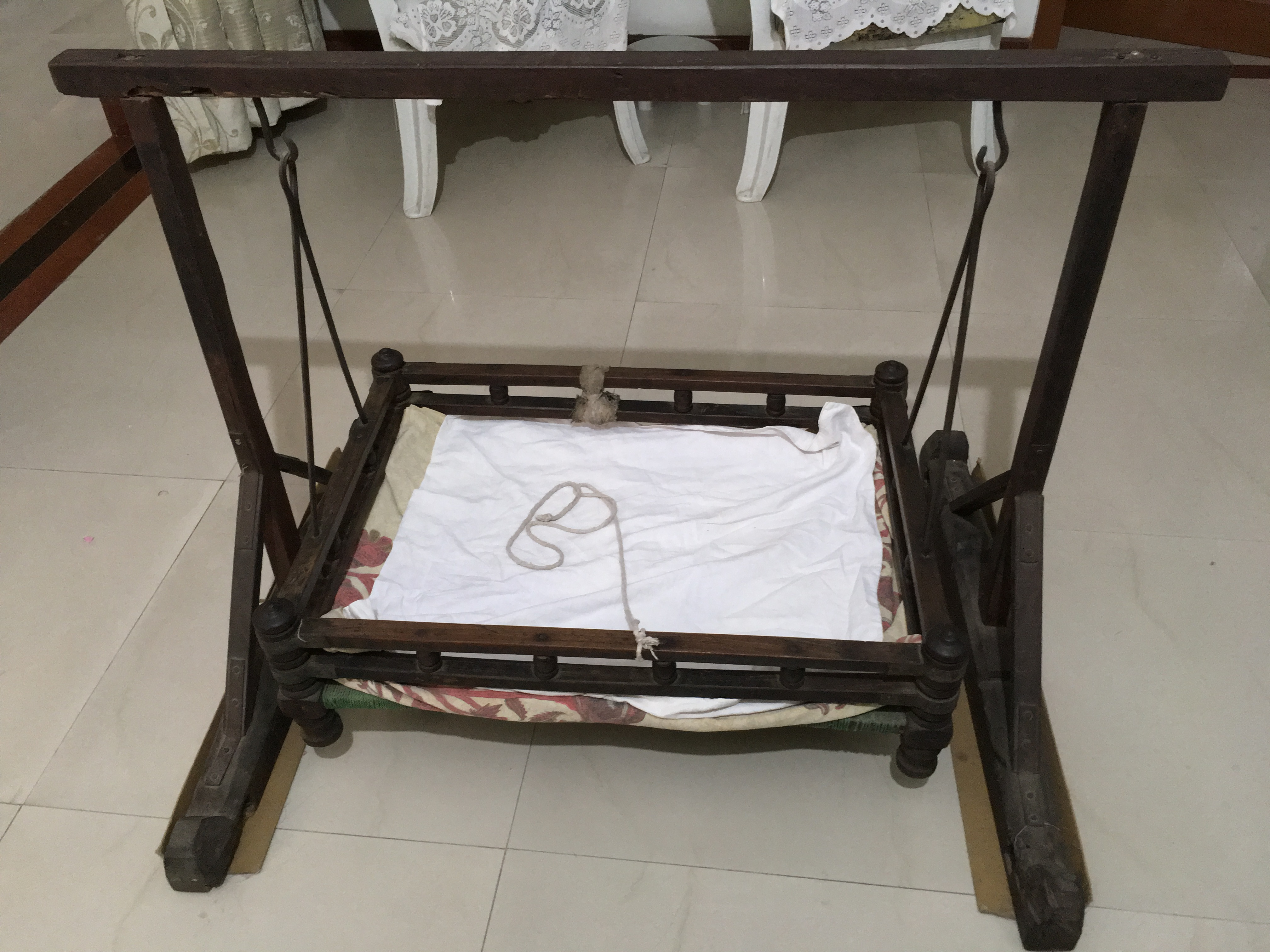
インドからの木のゆりかご

ベビーベッドは、乳児をベッドの中に留めておくために設計されている。両側の側板は幼児がよじ登ることができないくらいの高さにし、足場も設けられていない。重心は低く、幼児が多少成長してベッドの中で転んだりしても、揺り籠よりも安定して、倒れにくくなっている。

## アメリカ英語:crib
アメリカ英語で言うcribは、一般にベッドの両端を持って真ん中で折りたたみ、転がして持ち運びのできる簡易ベッドのことである。こうしたcribと呼ばれたベッドは、予期しない来客で、通常のベッドが空いていない場合に一時的に使用するためのものである。
cribは、軍隊でも移動用ベッドとして使われている。キャンプからキャンプに一緒に移動していく。なかには持ち運びの便や軽量ということを考えて、木枠にマットレスを乗せて使うようなものもある。ちなみに病院の病室で用いられる簡易ベッドもcribである。

## その他
古くから親が乳児と布団で添い寝していた日本においては、ベビーベッドはその名の通り西洋文化の家具の一つであった。高度経済成長を迎える頃までの日本では、歩行ができるようになった乳児が起きている時に立ち回って怪我などしないように、藁を編んで作った「エジコ」や「いずみ」と呼ばれた容器に上半身を出し、立たせて留めおいた。また藁は断熱材でもあり、「いずみ」は木製おひつを更に小さな布団などでくるみごはんの保温器としても使われた。